# Paolo Orsi
Pietro Paolo Giorgio Orsi (Rovereto, 1859. október 17. – Rovereto, 1935. november 8.) olasz régész.

## Életrajz
Nemesi családban, Rovereto városában született, amely abban az időben az Osztrák–Magyar Monarchia része volt, s ez kedvezett közép-európai kulturális kapcsolatainak.
Nagyon fiatalon kezdett érdeklődni a régészet, epigráfia, numizmatika iránt. Mindössze tizenhat éves, amikor szülővárosa polgári Múzeum Társaságához jelentkezett, ahol 1880-ban a régészeti, numizmatikai részleg konzervátora lett.
Miután középiskolai tanulmányait a helyi Császári Királyi Gymnasiumban befejezte, Bécsbe költözött, hogy ókori történelmet és régészetet tanuljon, majd a Padovai Egyetemen diplomázott. Közben a római La Sapienza Egyetemen  paleontológiát hallgatott.
Korai kutatásai közben szülőföldjén felfedezte a történelem előtti lelőhelyet, a Colombo-barlangot Moriban (Trento autonóm megye).
Miután egy rövid ideig tanított az alatri gimnáziumban, Róma megyében, a firenzei régészeti, képzőművészeti főigazgatóságán, majd a központi nemzeti könyvtárban kapott állást.

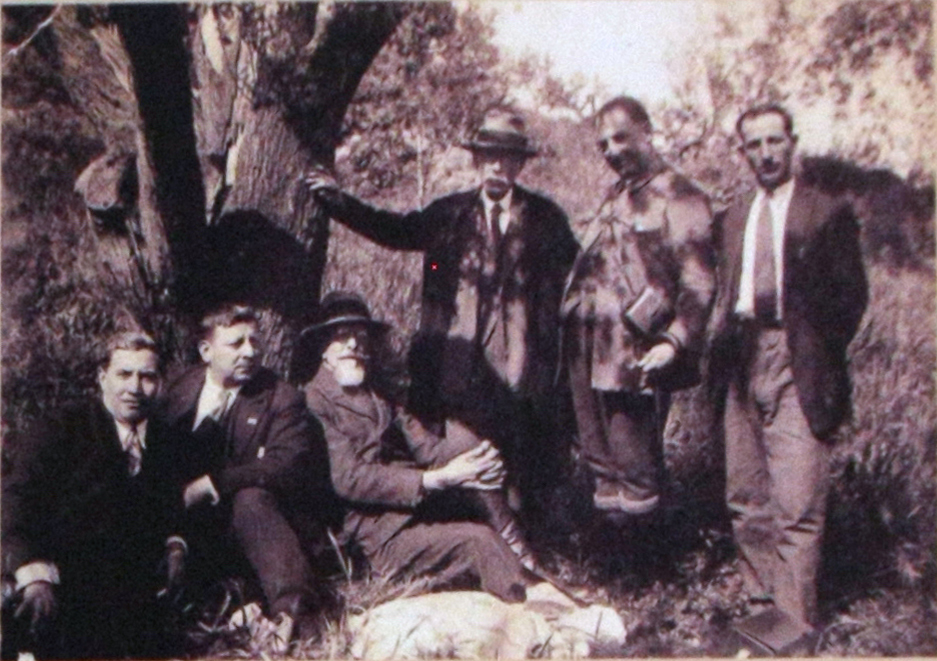
A Castellaccio di Lentini területén, Paolo Orsi, R. Carta és R. Santapaola

Miközben a Római Egyetem régészeti katedrájáért versenyben maradt, szerepet vállalt a közigazgatásban mint a múzeumi feltárások felügyelője. 1890-ben Siracusába küldték, ahol a történelem előtti idők tanulmányozásának szentelte idejét, különös figyelemmel a szikánok, a szikulok, italikuszok eredete és települései, valamint az olyan bronzkori központok iránt, mint Thapsos, és a görög kolóniák, mint Naxosz vagy Megara Hyblaea.
Az Iblai-hegységben, és tengerig húzódó völgyében végzett ásatásai során templomokat, temetőket, városfalakat, palotákat, érméket, valamint egyéb dolgokat tárt fel és felfedezte Casmene ősi városát. Sajátos értelmezést adott a Priolo Gargallo-beli San Foca-bazilika építészetének.
1900–1901-ben a Nápolyi Nemzeti Múzeum (állami) biztosaként kitörölhetetlen nyomot hagyott maga után, amint lefektette tíz nagy gyűjtemény globális átrendezésének alapjait (amit aztán a következő igazgató, Ettore Pais fejezett be).
1907-ben megbízást kapott, hogy szervezze meg Calabria regionális múzeumi felügyeletét Reggio Calabria székhellyel. Hozzájárult a Magna Grecia Nemzeti Múzeum megszületéséhez. Különösen Reggio Calabria, Locri, Crotone, Sibari, San Giorgio Morgeto és Rosarno városokban dolgozott sokat, ahol folytatta a Magna Graecia tanulmányozását. Városokat fedezett fel, egy ion templomot,  Medma, Krimisa, Kaulon ősi falait és helyszíneit. Több éven át ásatott Monteleone di Calabria (ma Vibo Valentia) területén. 1931-ben Umberto Zanotti Biancóval megalapította az „Archivio storico per la Calabria e Lucania” folyóiratot.

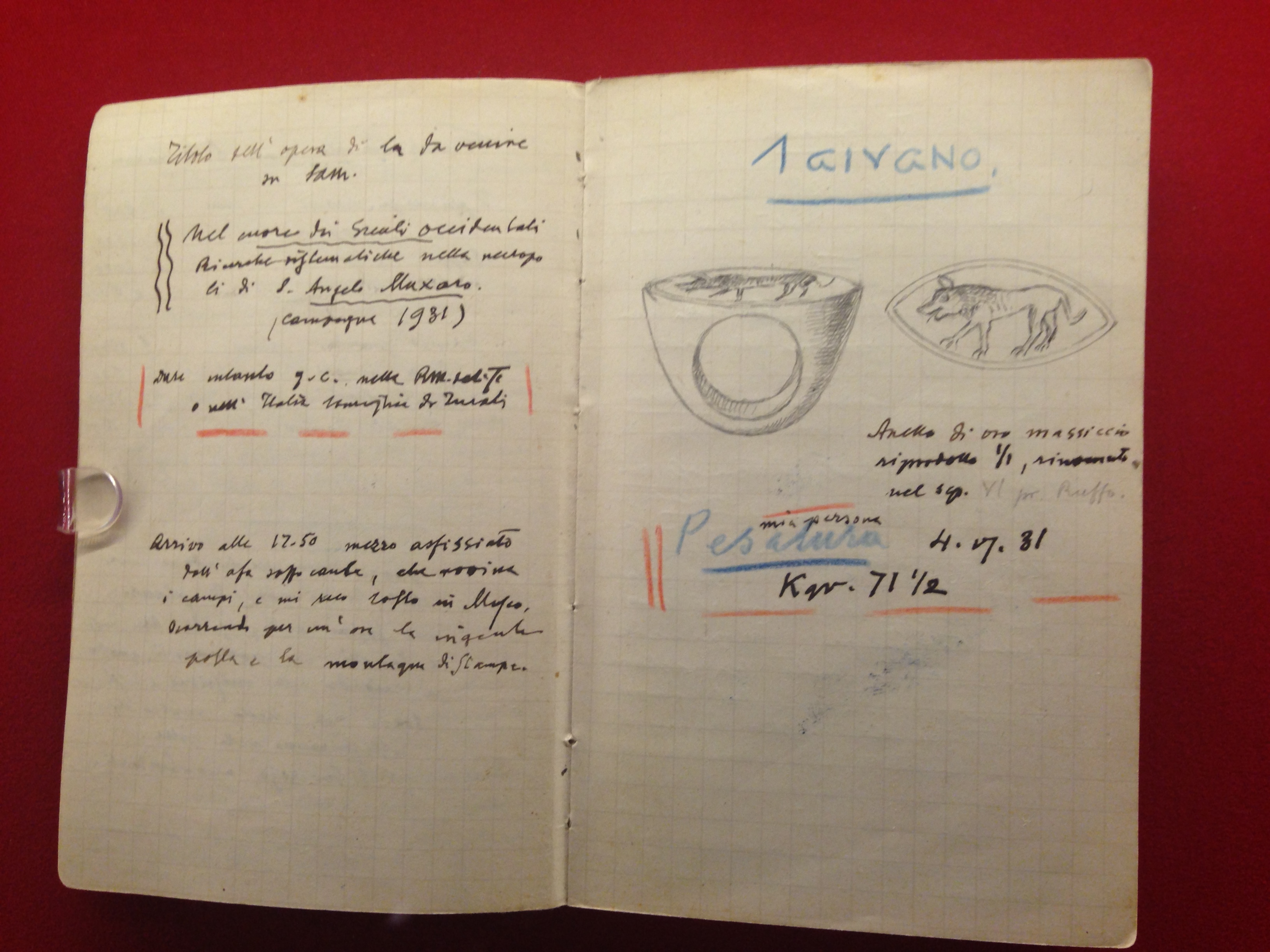
149-es jegyzőkönyv az 1931. június 1-ji, S. Angelo Muxaro-beli feltárásról

Mindig megmaradt kettős szerepében, vagyis az 1924-ben megkapott calabriai főfelügyelősége mellett elsősorban Szicília földjét ásatta, visszautasítva az egyetem katedrát is. Nyugalomba vonulása után is folytatta munkáját Siracusa múzeumában, amely ma az ő nevét viseli. Bibliográfiája tele van alapvető művekkel az  őstörténet és a középkor témájában, különös figyelemmel Kelet-Szicília és Calabria helyszínei mellett Rovereto, az Alpok és Dél-Tirol ásatásaira.

## Társadalmi szerepe, tagságai, elismerései

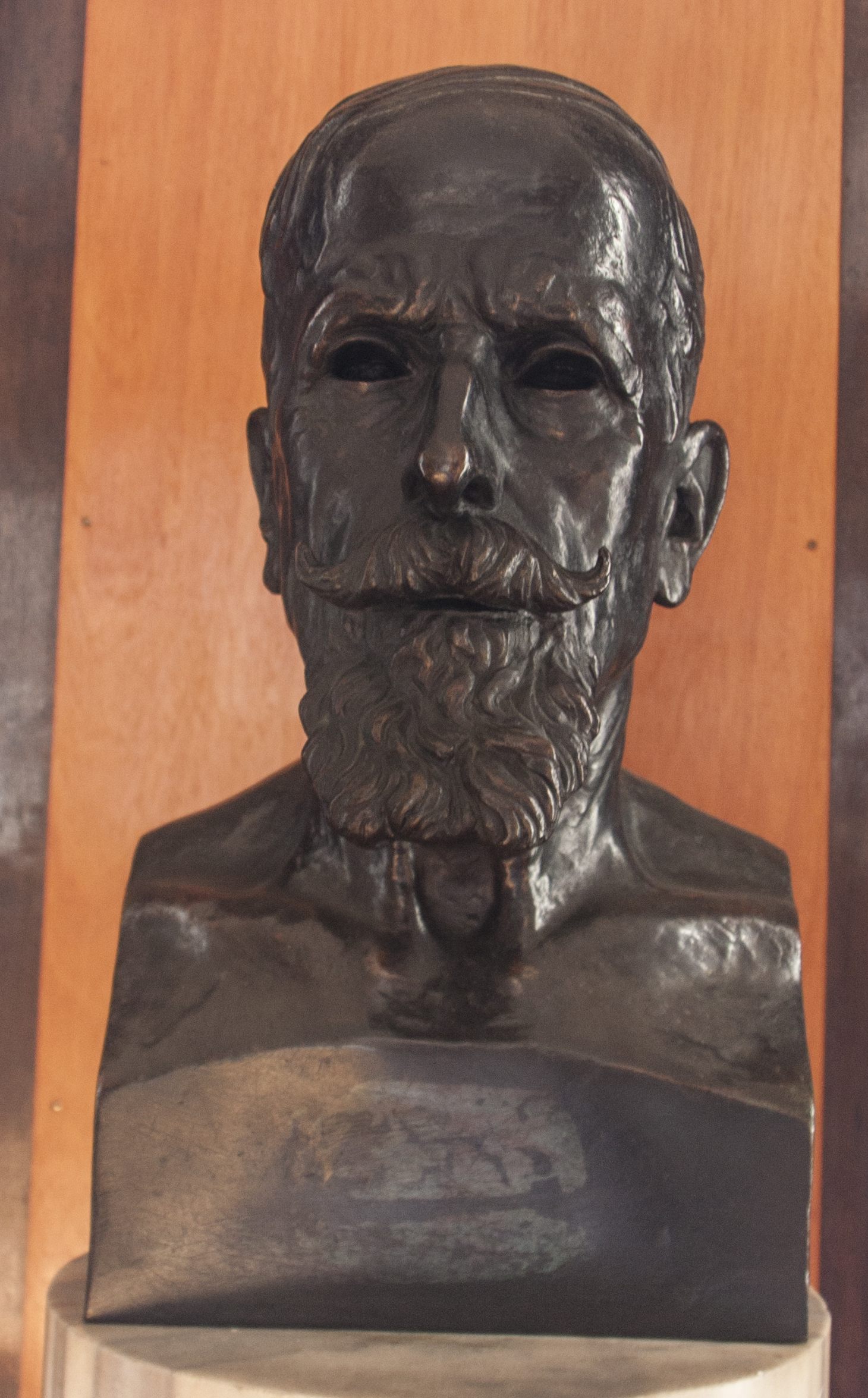
Mellszobra Siracusa múzeumi főfelügyelőségén

- 1909-ben az Olasz Régészeti Társaság alapítója volt.
- Tagja volt az Accademia nazionale dei Linceinek.
- Több mint 300 alapvető fontosságú értekezést írt, amivel elnyerte a Lincei Régészeti Akadémia fődíját.
- 1924-ben kinevezték az Olasz Királyság szenátorává.

## Emlékezete
Neki emel emléket az 1990 óta évenként megrendezett Régészeti Filmfesztivál Rovereto városi múzeumában.
A Siracusai Régészeti Múzeumot róla nevezték el, a Reggio Calabria-i Magna Grecia Nemzeti Régészeti Múzeum nagy mennyiségű Szicíliában és Calabriában általa összegyűjtött leletet őriz a görög időszakból.

## Bibliográfia
- Atti del Convegno "Paolo Orsi e l'archeologia del '900", Rovereto, 1990/5/12-13, Supplemento agli Annali del Museo Civico di Rovereto, vol.6,1990 (múzeumi évkönyv melléklete)
- Maurina B., Sorge E. (szerk.), Orsi, Halbherr, Gerola. L’archeologia italiana nel Mediterraneo, Catalogo della mostra (Rovereto, Palazzo Alberti, 2009/10/2 – 2010/6/30), Rovereto, 2010 (kiállításkatalógus)
- La Rosa V., 1978, Paolo Orsi: una storia accademica, Catania
- Zanotti Bianco U., 1950, Paolo Orsi, Rovereto

## Kapcsolódó tételek
- Magna Grecia Nemzeti Múzeum, Reggio Calabria
- Paolo Orsi Regionális Régészeti Múzeum, Siracusa
- Stefano Bottari
- Sebastiano Agati
- Monte Bubbonia

## Fordítás
- Ez a szócikk részben vagy egészben  a   Paolo Orsi című olasz Wikipédia-szócikk ezen változatának fordításán alapul.  Az eredeti cikk szerkesztőit annak laptörténete sorolja fel. Ez a jelzés csupán a megfogalmazás eredetét és a szerzői jogokat jelzi, nem szolgál a cikkben szereplő információk forrásmegjelöléseként.